# Дървар
Дърва̀р (на босненски и на хърватски: Drvar; на сръбски: Дрвар) е град в Босна и Херцеговина в състава на Западнобосненски кантон, Федерация Босна и Херцеговина, близо до границата с Хърватия.

## География
Населението му е около 7800 души към 2007 г. От тях 6800 са сърби, 1000 – хървати, 40 – бошняци.
По времето, когато градът (и републиката) са в състава на Социалистическа Югославия, градът се нарича Тѝтов Дърва̀р в чест на Йосип Броз Тито.

## История
На 25 май 1944 г., през Втората световна война, градът и околностите му са обект на десантна операция на специалните сили на Вермахта, наречена Ход на коня. Операцията е с цел откриването и ликвидирането на партизанския лидер Йосип Тито, който се укривал в планините около града. Тя е ръководена лично от първия диверсант на Райха – Ото Скорцени, но завършва с неуспех, тъй като Тито се измъква пред подземни пещери и планински пътеки.